# Elecciones estatales de Campeche de 1980
Las elecciones estatales de Campeche de 1980 se realizaron el domingo 6 de julio de 1980 y en ellas se renovaron los trece escaños del Congreso del Estado de Campeche.

## Resultados
|  | 96.57 % |

|  | 1.38 % |

|  | 1.07 % |

|  | 0.42 % |

|  | 0.37 % |

|  | 0.16 % |